# .yt
هو نطاق إنترنت من صِنف مستوى النطاقات العُليا في ترميز الدول والمناطق، للمواقع التي تنتمي إلى مايوت (مستعمرة فرنسية في المحيط الهندى).